# Слива залозиста
Слива залозиста, мікровишня залозиста (Prunus glandulosa Thunb., 1784) — рослина роду Слива (Prunus), родини Розових (Rosaceae).
До назви «сакура» японські дендрологи зазвичай відносять види P. serrulata Lindl. , P. campanulata Maxim., P. glandulosa (Hook.) Torr. & A.Gray, P. jamasakura Siebold, P. lannesiana (Carrière) E.H.Wilson, P. sargentii Rehder, P. sieboldii Koidz., P. subhirtella Miq. та P. yedoensis Matsum.

## Синоніми
- Cerasus glandulosa (Thunb.) Loisel.
- Prunus sinensis Pers.

## Внутрішньовидові таксони

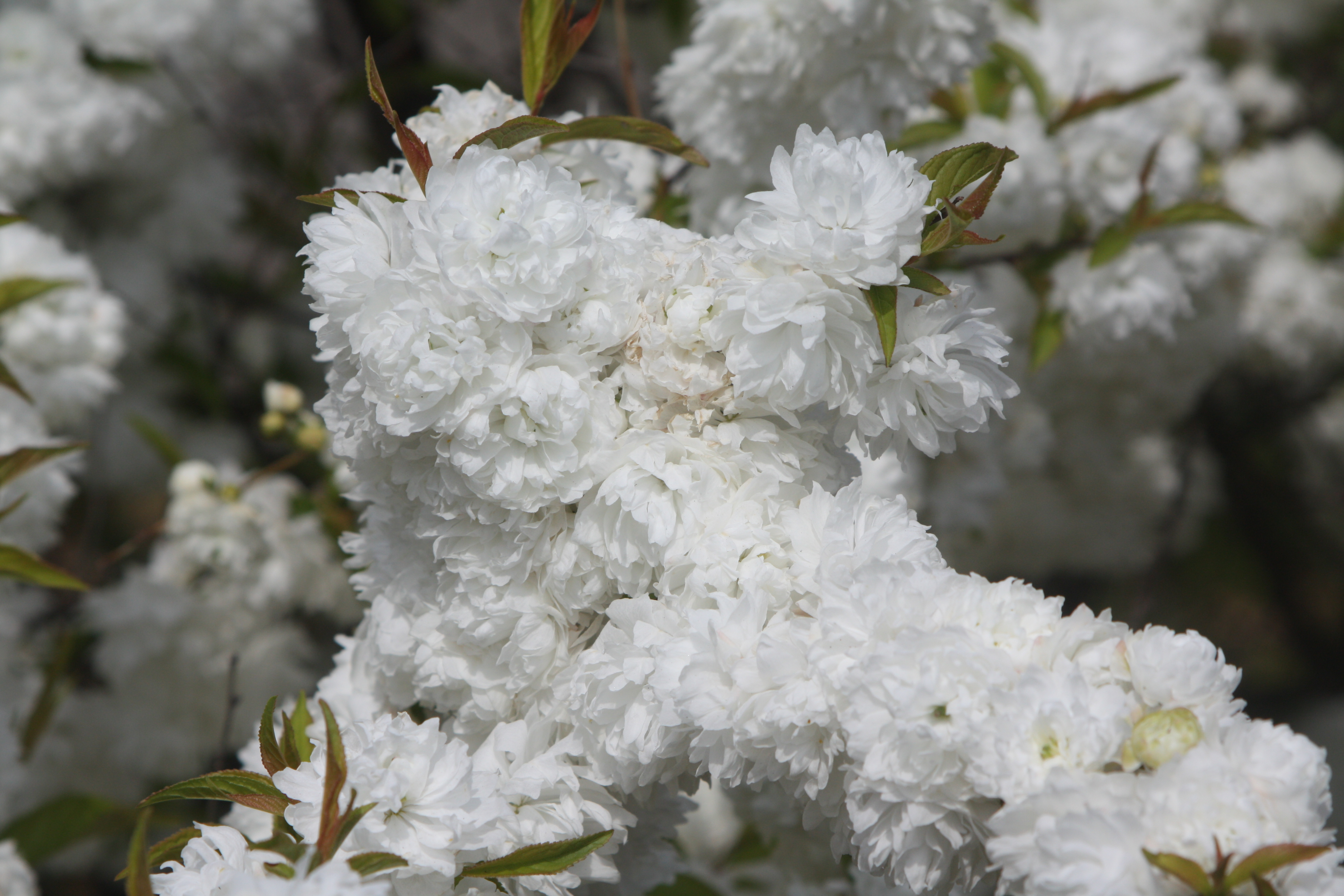
Квіти Prunus glandulosa for. albiplena

- Prunus glandulosa forma albiplena Koehne
- Prunus glandulosa forma faberi Koehne
- Prunus glandulosa forma paokangensis (C.K.Schneid.) Koehne
- Prunus glandulosa forma sieboldiana Shirai ex Koehne
- Prunus glandulosa forma sinensis (Pers.) Koehne
- Prunus glandulosa subf. alba Koehne
- Prunus glandulosa subf. rosea Koehne
- Prunus glandulosa var. alba Skvortsov
- Prunus glandulosa var. albiplena (Koehne) Nakai
- Prunus glandulosa var. glabra Koehne
- Prunus glandulosa var. multiplexa (Ser.) T.B.Lee
- Prunus glandulosa var. purdomii Koehne
- Prunus glandulosa var. rosea Skvortsov
- Prunus glandulosa var. salicifolia (Kom.) Koehne
- Prunus glandulosa var. sinensis (Pers.) Nakai
- Prunus glandulosa var. trichostyla Koehne

## Батьківщина
Приморський край, Північний Китай, Корея, Маньчжурія, Японія.

## Екологія
Мезофіт. Світлолюбна, посухостійка рослина. Росте поодиноко або невеликими групами на сухих, кам'янистих схилах гір серед заростей чагарників, в долинах річок на сухих і незатоплюваних ділянках.

## Морфологічні ознаки
Чагарник до 1 (1,5) м заввишки зі світло-сірими, гілками іноді коричневими. Молоді пагони червонувато-бурі, часто з сизуватим нальотом, тонкі. Бруньки з широкими тупими коричневими лусками, внутрішні з них по краю залізисті. Листя 3-7 см завдовжки і 1,7-3 см шириною від яйцеподібних до довгастих і ланцетоподібних, поступово або раптово звужені в довгий гострий кінець, по краю дрібнозубчасті, іноді двічі залізисто-зубчасті, зверху голі або з рідкими волосками, знизу лише по головній жилці волосисті. Черешки 2-7 мм довжиною без залоз. Квітки одиночні або в парасольках по 2-3, на голих або слабо залізисто-волосистих квітконіжках 1-2 см завдовжки. Квітки розпускаються одночасно з листям або трохи раніше. Квітки при розпусканні червоні, пізніше рожеві, рідше білі, 1,5-2 см в діаметрі. Гіпантій широкодзвониковий. Чашолистки 3-5 мм довжиною, залізисто-зубчасті, відігнуті. Плоди 1 (1,2) см у діаметрі, темно-червоні, кулясті, їстівні. Кісточки від майже кулястих до оберненояйцеподібних, загострені, зі слабко вираженою мережею борозенок. Запилюються комахами. Орніто- і зоохор. Розмножується насінням і літніми живцями. Насіння необхідно стратифікувати 4-5 місяців при 1-5 градусах за Цельсієм. Цвіте в травні, плодоносить у серпні. Число хромосом 2n = 16.

## Використання та господарське значення
Харчова (плодова), декоративна, медоносна рослина. Вид близький до вишні японської (Cerasus japonica (Thunb.) Loisel.), що здавна культивується в Японії. Використовується при виведенні нових карликових, морозостійких форм. У культурі відома дуже декоративна форма з махровими рожевими квітками.